# Kanadischer Eskimohund
Der Kanadische Eskimohund (englisch Canadian Eskimo Dog) ist eine von der FCI anerkannte kanadische Hunderasse (FCI-Gruppe 5, Sektion 1, Standard Nr. 211). Die Rasse, die zur Gruppe der Spitze gehört, entstand aus Hunden von Inuit und wurde ursprünglich als Arbeitshund eingesetzt. Die Hunde zogen Schlitten, trugen im Sommer Lasten und dienten als Jagdhunde. Entsprechend robust mussten die Hunde sein. Der Rassestandard beschreibt sie als „rudelorientiert“, sanftmütig und liebevoll, aber auch als Hunde mit fast übermäßigem Eifer bei allem, was sie tun.
Hündinnen sind deutlich kleiner, schmaler und leichter als Rüden: Während sie bei 18–30 kg eine Schulterhöhe von 50–60 cm erreichen, werden Rüden bei 30–40 kg 58–70 cm hoch. Das Fell besteht aus sehr dichtem Unterhaar und 7–15 cm langem Deckhaar, das bei Hündinnen meist kürzer als bei Rüden ist. Rüden haben um Schulter und Hals mähnenähnlich längeres Haar, das sie größer erscheinen lässt. Kanadische Eskimohunde haben eine große buschige Rute, die meist über den Rücken eingerollt getragen wird. Die Ohren sind spitztypisch aufgerichtet. Die Augen sind dunkel, schmal und weit auseinanderstehend.
Nachdem die FCI die Rasse bereits gestrichen hatte, publizierte sie am 28. Februar 2018 einen neuen Rassestandard, dessen deutsche Übersetzung am 15. Oktober 2018 erschien, ursprünglich war der Kanadische Eskimohund am 25. Juni 1959 durch die FCI anerkannt worden.
In einer 2015 erschienenen Arbeit, bei der anhand autosomaler, paternaler und maternaler DNA-Marker Beziehungen zwischen nordamerikanischen arktischen Hunderassen untersucht wurden, kamen die Autoren zu dem Schluss, dass die Hunde der Inuit aus Kanada und Grönland (siehe Grönlandhund) nicht in zwei verschiedene Rassen unterschieden werden sollten, so wie es auch Arbeiten vor dieser gefunden hatten. Erst die jüngere Zucht hat – insbesondere sichtbar an Mustern in Y-Chromosomen, nicht aber in mtDNA – zu Unterschieden geführt. Die Hunde wurden nicht separat gezüchtet, jedenfalls nicht über mehrere Generationen.
Seit dem Klondike-Goldrausch gab es winters reguläre Postverbindungen im Yukon-Territorium bis nach Alaska, die von diesen Schlittenhunden aufrechterhalten wurden, in Teams von mindestens vier, meistens sechs Tieren und zwei Menschen; im Sommer hielten Pferde und Kanuten die Routen in Betrieb. Das Nationalmuseum für Geschichte und Gesellschaft Kanadas zeigt online eine große Dauerausstellung über diesen weltweit einmaligen Dienst der Canada Post. Bereits 1988 gab die Post Kanadas eine Serie von vier Briefmarken heraus, welche Eskimo-Hunde zeigt. Die Online-Ausstellung bietet auch Abbildungen der verwendeten Poststempel. Die Hunde mussten im Einsatz Mokassins tragen, um Verletzungen durch spitze Eispickel unter dem Schnee zu vermeiden.